# Особняк Котлова
Особняк Котлова, также известный как «дача Шаляпина» — дом купца Дмитрия Алексеевича Котлова в Санкт-Петербурге по адресу проспект Тореза, дом № 8. Был построен в 1914 году по проекту инженера Николая Товстолеса, считается одной из красивейших дореволюционных построек северной части города.

## История
Особняк Д. А. Котлова расположен в историческом районе северной части Петербурга, вблизи станции метро «Площадь Мужества».
В конце XIX века этот район назывался «Лесной» — в честь расположенной рядом Лесотехнической академии — и был застроен особняками и дачами преподавателей вуза и творческой интеллигенции, из-за чего получил название «петербургский Кембридж». В 1911 году купец Дмитрий Алексеевич Котлов, сколотивший состояние на строительных кредитах, выкупил у купчихи Медведевой участок на Старо-Парголовском проспекте (сейчас — проспект Тореза) с целью построить на этом месте дом для своей семьи. Строительство двухэтажного особняка в стиле «венский модерн» началось в 1913-м, завершено в 1914 году. Процессом руководил архитектор Николай Иванович Товстолес. Согласно плану, особняк построили с чертами романтизированной эклектики и придали ему характерные черты средневекового замка — в частности, воздвигли романтическую башню.
Благодаря своему причудливому облику особняк Д. А. Котлова стал жемчужиной Лесного. В народе он получил название «дача Шаляпина», хотя нет достоверных сведений о том, что великий русский певец в нём когда-либо жил. Но он мог бывать здесь в гостях, поскольку Котлов интересовался театром, был меценатом и вращался в театральных кругах Петербурга.
Семья Котловых прожила в этом доме недолго. После 1917 года особняк был национализирован, и до 1930-х годов в его здании располагалась начальная школа (два первых и два вторых класса).
Затем купеческий дом передали библиотеке имени А. С. Серафимовича. Она не прекращала свою работу даже в годы блокады Ленинграда и находилась в здании до 1967 года. Все 900 дней блокады там работала пожилая библиотекарь, которая приходила каждый день, топила одно из помещений и вежливо выдавала книги. Благодаря этому библиотека получила прозвище «огонёк на Лесном». Она была культурным очагом района. Сюда приходили погреться и почитать книги солдаты, медсёстры, рабочие. Позднее в здании располагалось строительное управление № 6 ЗАО «Лендорстой-2», после чего сменилось несколько частных владельцев.
Многие интерьеры и пристройки особняка в ходе многочисленной смены владельцев были утрачены. Не сохранилась веранда на первом этаже, обращённая в сторону проспекта, с узкими высокими окнами и ведущими к ней с обеих сторон пандусами. На крыше не сохранился шпиль с флюгером, а в окнах — витражи.
В 2014 году особняк приобрёл новый корпоративный собственник. До 2022 года в здании велись масштабные ремонтно-реставрационные работы по воссозданию его первозданного исторического облика.
По данным на конец 2022 года, ремонтные работы полностью завершены. В здании планируется организовать театрально ориентированное культурное пространство «Дача Шаляпина» и интерактивный театр для детей «Фонарик».

## Интересные факты
- Архитектор Н. И. Товстолес построил для купца Д. А. Котлова не только особняк, но и несколько деревянных доходных домов, а в начале 1915 года — зимний театр в Лесном, на 2-м Муринском проспекте. По тем временам театр был очень современным: каменный, в 2 яруса, на 700 человек, с электрическим освещением и являлся центром притяжения местной интеллигенции. До наших дней здание театра не сохранилось.
- В 2001 году здание было включено в «Перечень вновь выявленных объектов, представляющих историческую, научную, художественную или иную культурную ценность» (объект № 668)[1].
- В фильме режиссёра Виталия Мельникова «Последнее дело Варёного», вышедшего на экраны в 1994 году, есть съёмки особняка. По сценарию картины, в здании находится фирма «Дельта-Зет», в которой работает экспедитором главный герой.
- Здание находится точно на 60-й параллели северной широты.

## Галерея

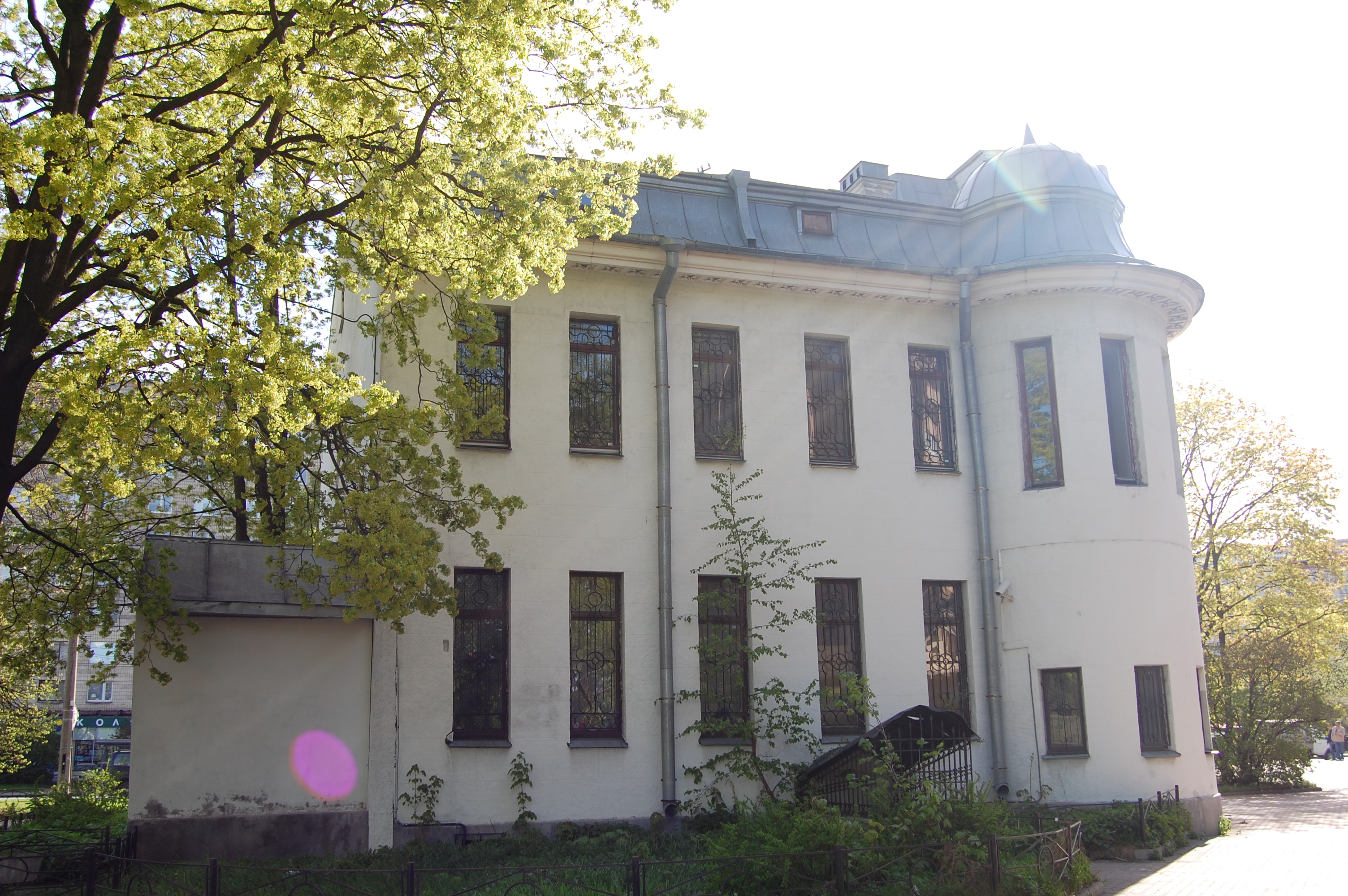
Западный фасад
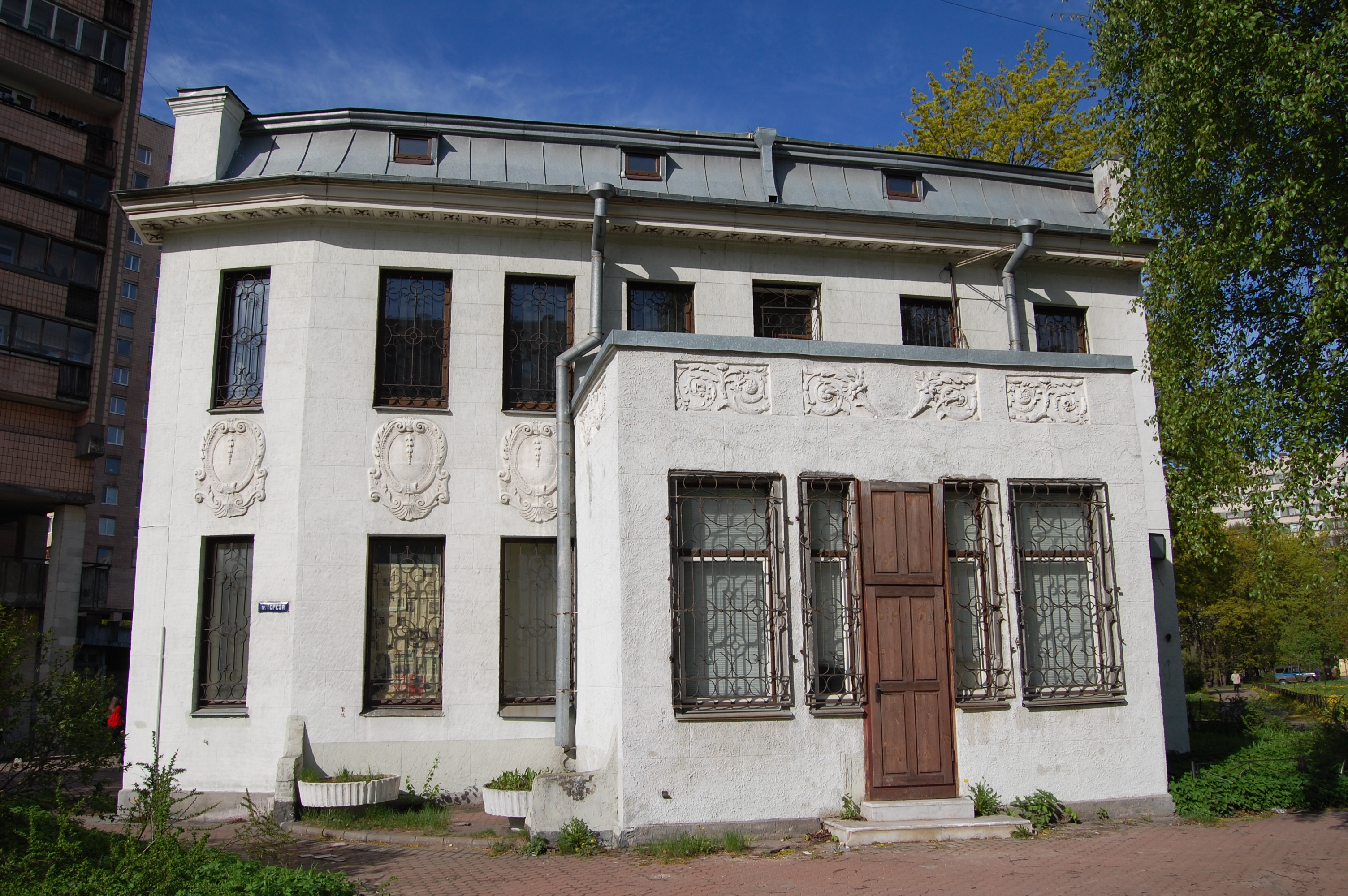
Вид от проспекта Тореза
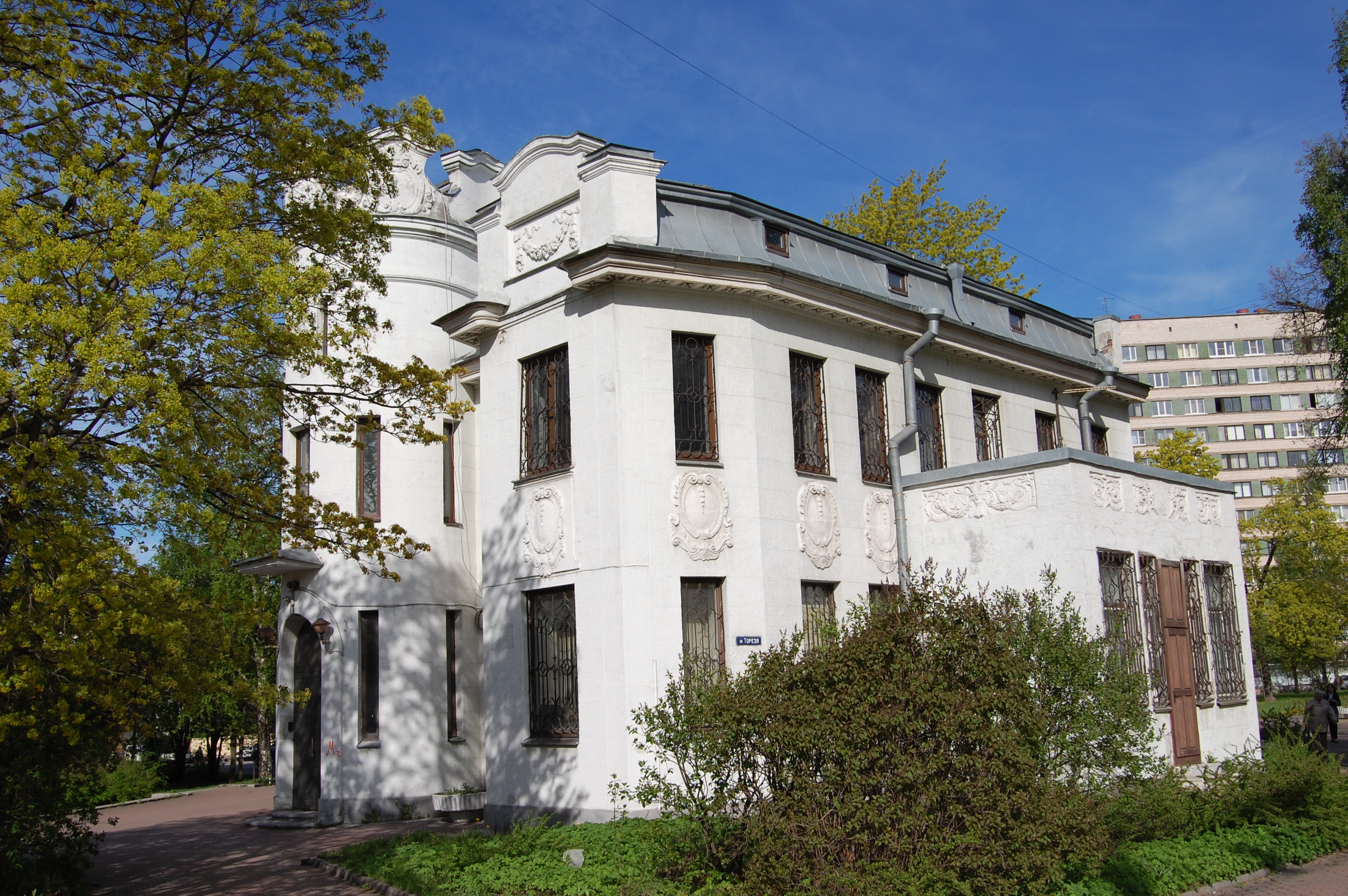
Вид от площади Мужества
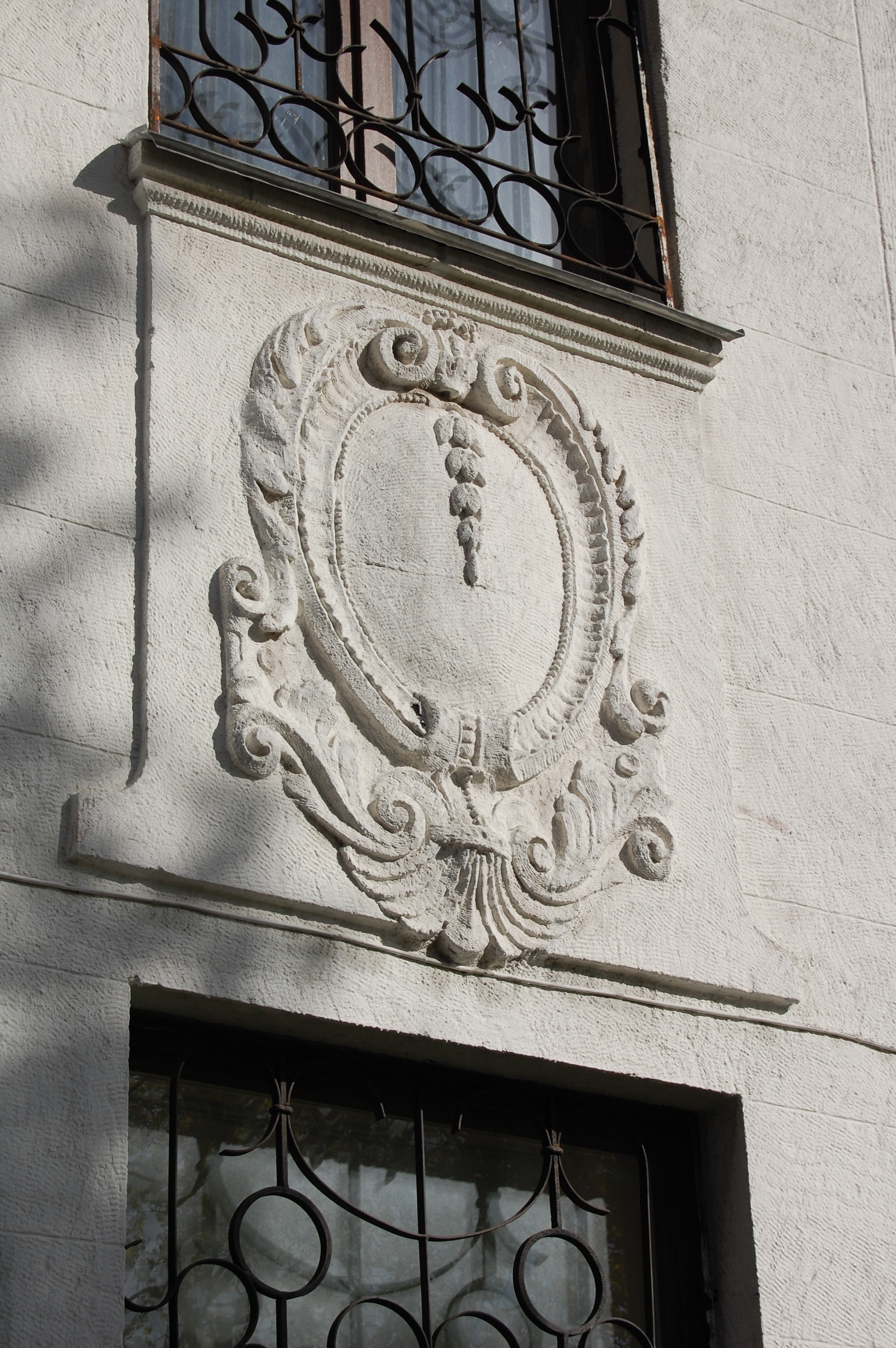
Барельеф
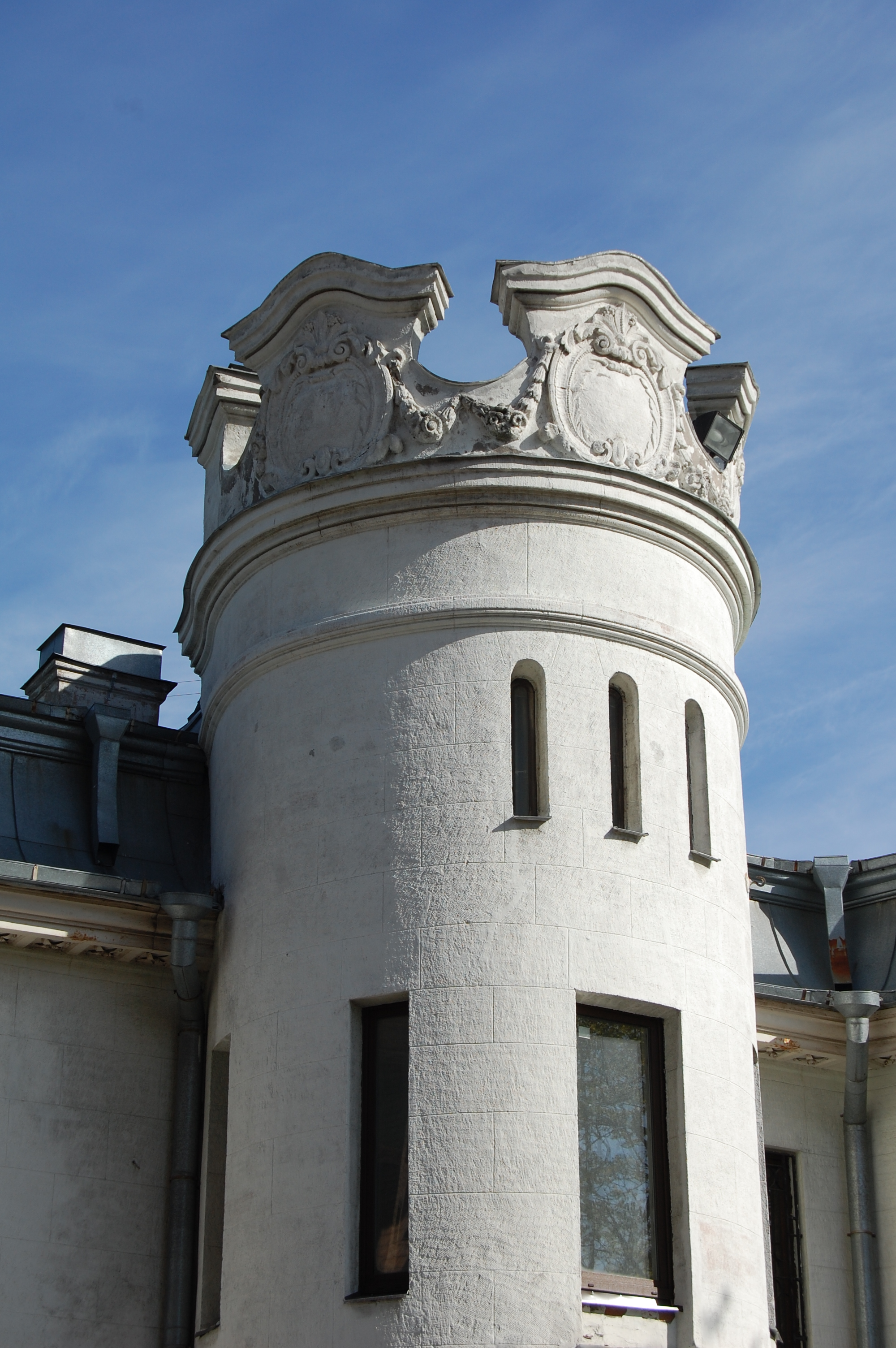
Башня